# Orcevia qogyigyacani
Espèce
Orcevia qogyigyacani est une espèce d'araignées aranéomorphes de la famille des Salticidae.

## Distribution
Cette espèce est endémique du Tibet en Chine,. Elle se rencontre dans le xian de Mêdog.

## Description
La carapace de la femelle holotype mesure 2,32 mm et l'abdomen 3,10 mm.

## Systématique et taxinomie
Cette espèce a été décrite par Yu et Zhang en 2024.

## Étymologie
Cette espèce est nommée en l'honneur de Lobsang Trinley Lhündrub Chökyi Gyaltsen.

## Publication originale
(mai 2024).
- Yu, Ni & Zhang, 2024 : « Notes on jumping spiders from Xizang: three new species and two new records in China (Araneae, Salticidae). » Acta Arachnologica Sinica, vol. 33, no 1, p. 8-18.